# Art hellénistique

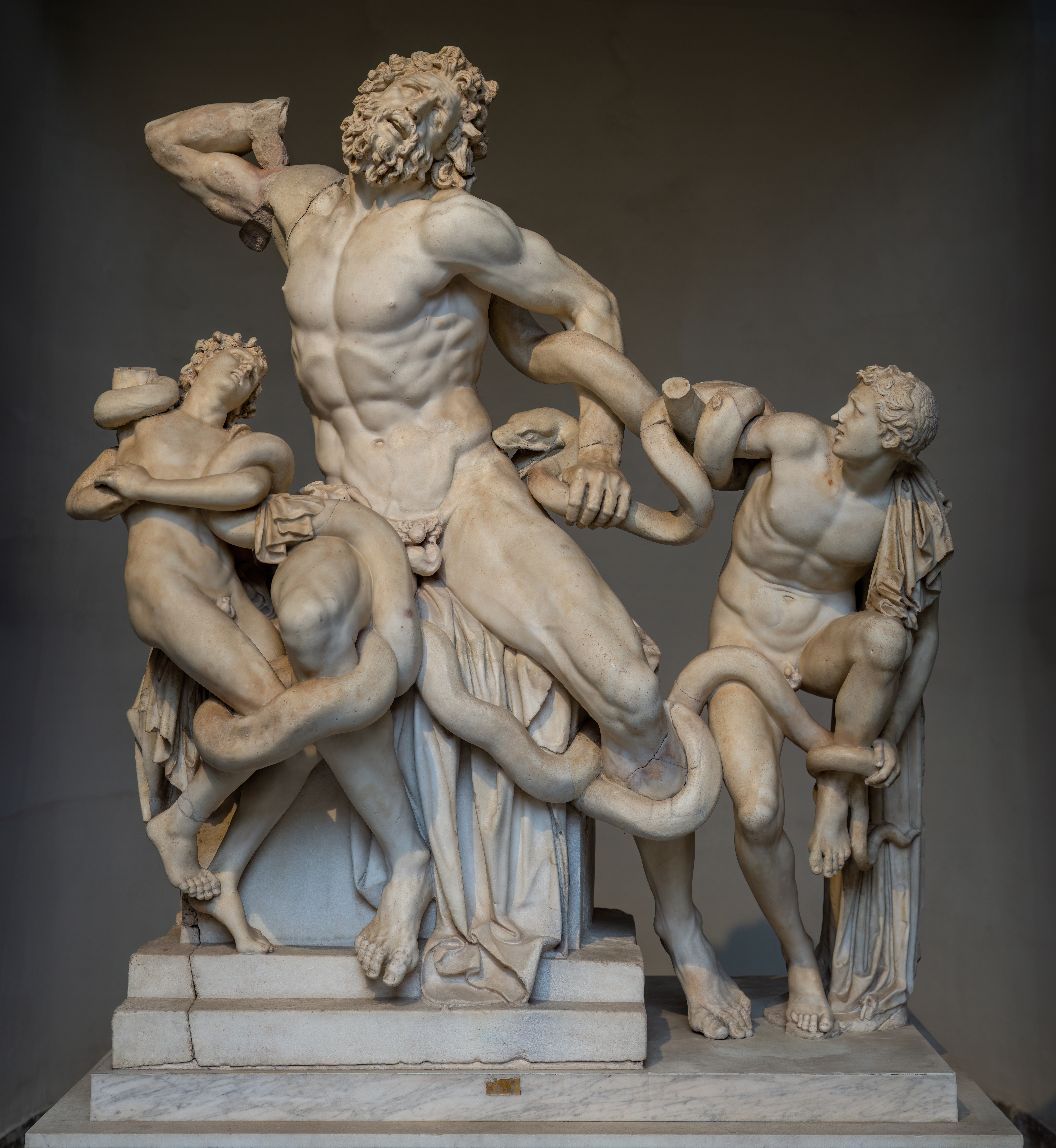
Groupe du Laocoon, œuvre des Rhodiens Agésandros, Athanadoros et Polydoros, Ier siècle av. J.-C., musée Pio-Clementino, Vatican

L’art de l'époque hellénistique correspond à la période qui s'étend approximativement de la mort d'Alexandre le Grand en 323 av. J.-C., jusqu'à la défaite de Cléopâtre VII à la bataille d'Actium en 31 av. J.-C. Cet art, pour une grande partie sous forme de sculpture hellénistique, a longtemps été la victime du relatif dédain attaché à la période. « Cessavit deinde ars » (« puis l'art disparut ») résume Pline l'Ancien dans son Histoire naturelle (XXXIV, 52), après avoir décrit la sculpture grecque classique. Pourtant, nombre des œuvres les plus connues de l'art grec appartiennent à cette période : le Laocoon du Vatican, la Vénus de Milo ou encore la Victoire de Samothrace.
Le renouvellement de l'approche historiographique ainsi que des découvertes récentes, comme celle des tombes de Vergina, ont permis de mieux appréhender la richesse artistique de cette époque. La période hellénistisque se faisait connaitre  pour son mélange de styles, incorporant plusieurs éléments de l'art grec classique ainsi que des influences orientales.

## Architecture

### Naissance d'un nouvel urbanisme

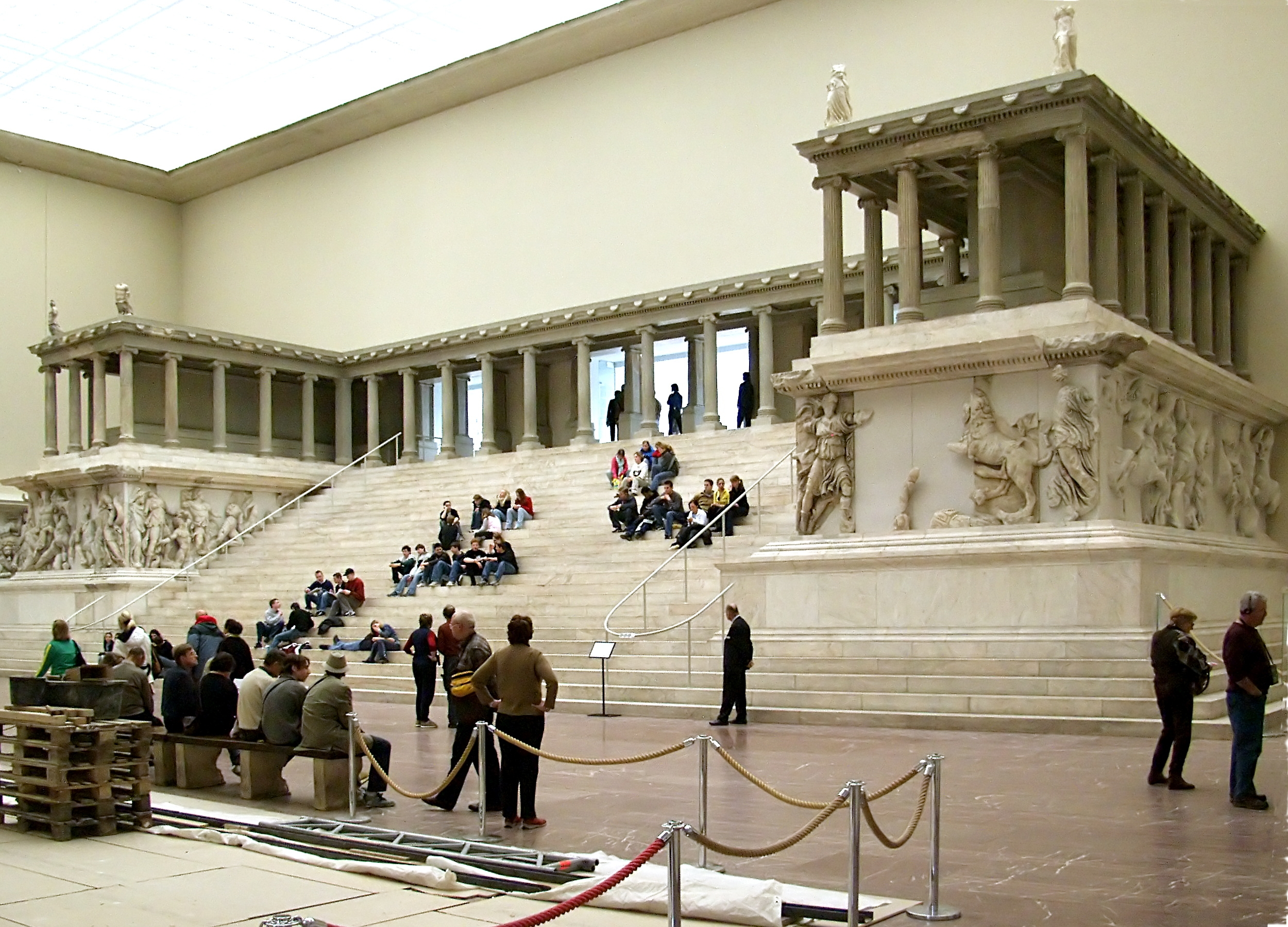
Grand Autel de Pergame, Pergamon Museum, Staatliche Museen de Berlin

L'une des caractéristiques de l'époque hellénistique est la division de l'empire d'Alexandre le Grand en principautés personnelles fondés par les Diadoques, les principaux généraux du conquérant : Lagides en Égypte, Séleucides en Asie, Attalides autour de Pergame, etc. Chacune de ces dynasties pratique un mécénat royal qui diffère de celui des cités grecques. Dans le domaine architectural, cela se traduit par de vastes plans d'urbanisme et de grands complexes dont les cités ont perdu l'habitude depuis le Ve siècle av. J.-C. Cet urbanisme est assez novateur pour le monde grec, puisqu'au lieu de contraindre le lieu et de corriger ses défauts, il met en valeur la nature et s'y adapte. On note l'apparition de nombreux lieux de loisir, notamment une multiplication des théâtres et des lieux de promenade. Les monarchies hellénistiques bénéficient du fait de pouvoir disposer de vastes espaces où peuvent être construites des villes « nouvelles », comme Alexandrie, Pergame, Antioche et Séleucie du Tigre.
Pergame en particulier constitue un exemple caractéristique de l'architecture hellénistique. À partir d'une simple forteresse située sur l'acropole, les rois attalides érigent un complexe architectural colossal. Les bâtiments sont déployés en éventail autour de l'acropole pour tenir compte de la nature du terrain. L'agora, située au sud, sur la terrasse la plus basse, est bordée de galeries à colonnades ou stoai. Elle est le point de départ d'une rue qui traverse toute l'acropole : elle sépare d'une part les bâtiments administratifs, politiques et militaires, à l'est et au sommet du rocher ; d'autre part les sanctuaires à l'ouest, à mi-hauteur. Parmi ces derniers, le plus important est celui qui abrite le grand autel monumental, dit « des douze dieux » ou « des dieux et des géants », constitue l'un des chefs-d'œuvre de la sculpture grecque. Un gigantesque théâtre, pouvant contenir près de 10 000 spectateurs, déploie ses gradins sur les flancs de la colline.

### Renouveau de l'architecture religieuse
C'est l'époque du gigantisme : ainsi du second temple d'Apollon à Didymes, situé à une vingtaine de kilomètres de Milet, en Ionie. Il est conçu à la fin du IVe siècle par Daphnis de Milet et Paionios d'Éphèse mais les travaux, jamais achevés, se poursuivront jusqu'au IIe siècle Le sanctuaire est l'un des plus grands jamais construits dans la zone méditerranéenne : à l'intérieur d'une vaste cour (21 mètres 70 sur 53 mètres 60), la cella est entourée par une double colonnade de 108 colonnes ioniques hautes de près de 20 mètres, dont les bases et les chapiteaux sont richement sculptés.

## Sculpture

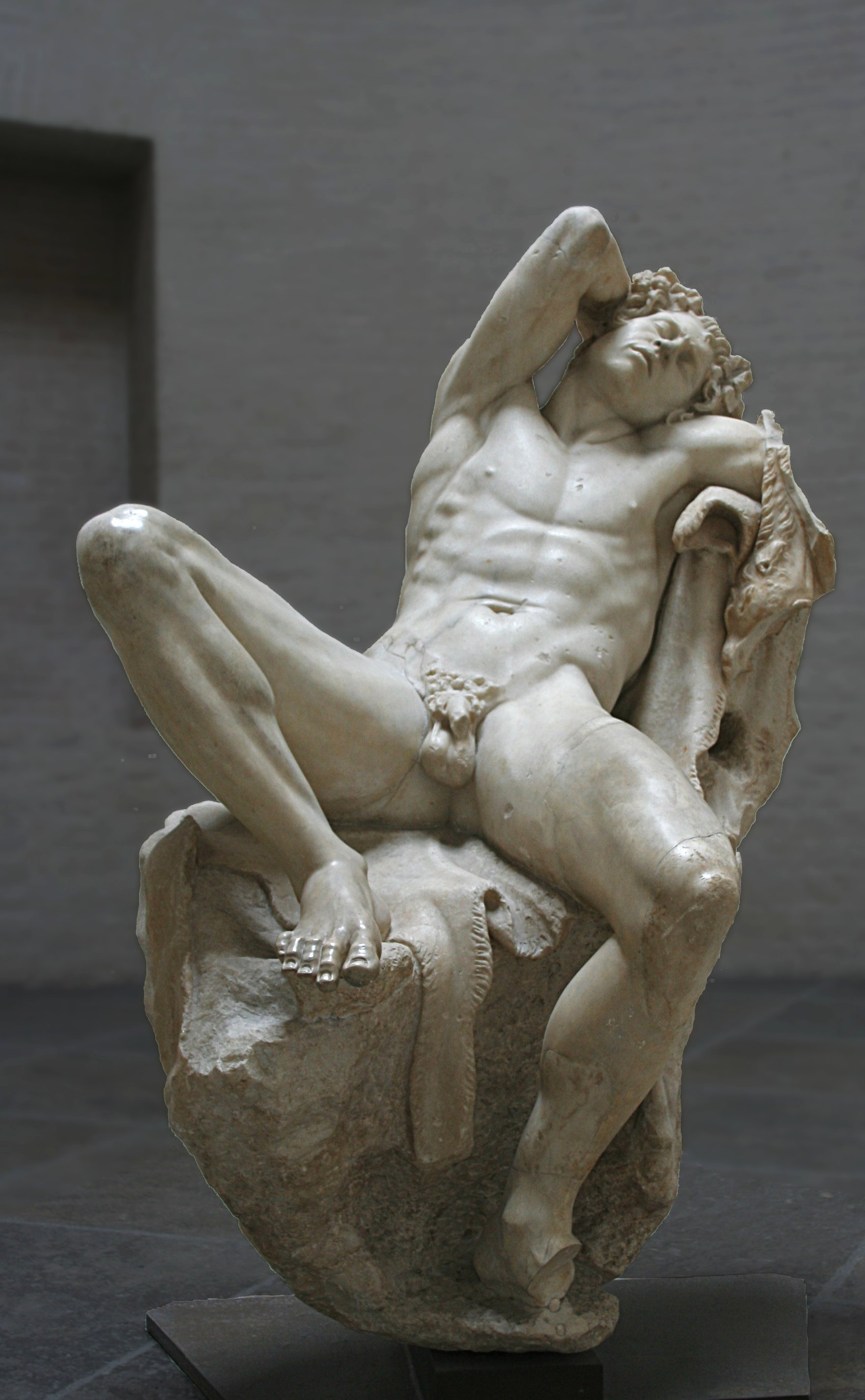
Faune Barberini, copie en marbre d'un original en bronze, v. 200 av. J.-C., Glyptothèque de Munich

Au IVe siècle la sculpture hellénistique, tout comme l'art, n'est qu'un germe, qui se développe surtout au IIIe, IIe, et Ier siècles, grâce au réel déplacement du centre de gravité politique du monde grec vers l’Orient avec les royaumes attalide d’Asie Mineure, séleucide du Proche-Orient et lagide d’Égypte. Avec ce déplacement géographique apparaissent alors des centres artistiques purement grecs à Pergame, à Antioche, à Alexandrie et la diffusion de l’art grec, mêlé à des influences locales, se retrouve jusqu’à Aï Khanoum dans l’Afghanistan actuel. 
La sculpture hellénistique reprend les innovations du second classicisme : ronde-bosse parfaite, permettant d'admirer la statue sous tous les angles ; étude des drapés et effets de transparence des vêtements ; souplesse des attitudes. L'imitation de la nature et de l'homme va jusqu'à l'illusion du mouvement réel : il s'agit de représenter l'homme dans tous ses détails (barbe, muscles, os, traits du visage, drapés...) pour se rapprocher au plus près du réel, en donnant vie à la statue. Les sculpteurs cherchent à se dégager des contraintes architecturales, de la loi de la pesanteur : ils préfèrent les contrastes plutôt que l'harmonie que l'on trouve dans l'époque classique. De nouvelles formes et de nouveaux styles ont été ajoutés au répertoire sculptural, sans pour autant que les anciennes formes ne soient abandonnées. Il s’agirait ici, non pas d’un style associé à une époque, mais plutôt d’un langage artistique qui se serait élargi pour être en mesure de répondre à de nouveaux besoins, à de nouvelles exigences et à de nouvelles catégories de sujets.
Ainsi, la Vénus de Milo, tout en copiant un type classique, se distingue par la torsion de ses hanches. On recherche avant tout l'expressivité et l'atmosphère. Cette recherche est particulièrement flagrante dans les portraits : plus que l'exactitude des traits représentés, l'artiste veut rendre le caractère de son modèle. Dans la grande statuaire, l'artiste explore des thèmes comme la souffrance, le sommeil ou la vieillesse. Ainsi le Faune Barberini de Munich représente un satyre endormi, à la pose relâchée et au visage anxieux, peut-être en proie aux cauchemars. La Femme ivre, également à Munich, montre sans détour une vieille femme, maigre, hagarde, serrant contre elle sa jarre de vin.

### Les sources littéraires de la sculpture hellénistique
Parmi les écrivains dont les œuvres nous sont parvenus, Pline l'Ancien et Pausanias sont les plus importants. Pline l'Ancien, malgré son silence sur la période 296-156 av. J.-C., reste précieux pour le bref aperçu qu’il donne de la sculpture de la fin du IVe siècle au début du IIIe siècle, où il parle de Praxitèle, de Lysippe, de leurs élèves, et des statues réalisées pour Alexandre et les Diadoques. Il fait aussi mention des sculpteurs de la cour des Attalides et du néoclassicisme de la fin du IIe siècle. Si Pline a ignoré une si longue période de la sculpture grecque c'est parce que pour lui la sculpture avait atteint son apogée au IVe siècle et que l’art hellénistique n’était d’abord qu’une nécessaire décadence après la perfection classique.
La vision de Pline en matière d’histoire de l’art correspond à la doctrine transmise par les maîtres du classicisme. Pausanias dans Le Guide de la Grèce, se démarque de la tradition d’histoire de l’art de Pline, il décrit les statues d’un point de vue plus antiquisant et archéologique.

### La veine réaliste
La notion de réalisme est employée afin de définir le genre des portraits qui devient très important à l'époque hellénistique. Le portrait hellénistique se définit par la ressemblance avec son modèle. Cependant, selon Roland Barthes, les Grecs recherchaient non pas le réalisme, mais un « effet de réel » et aussi une plus grande mise en mouvement de la sculpture.

### La veine baroque

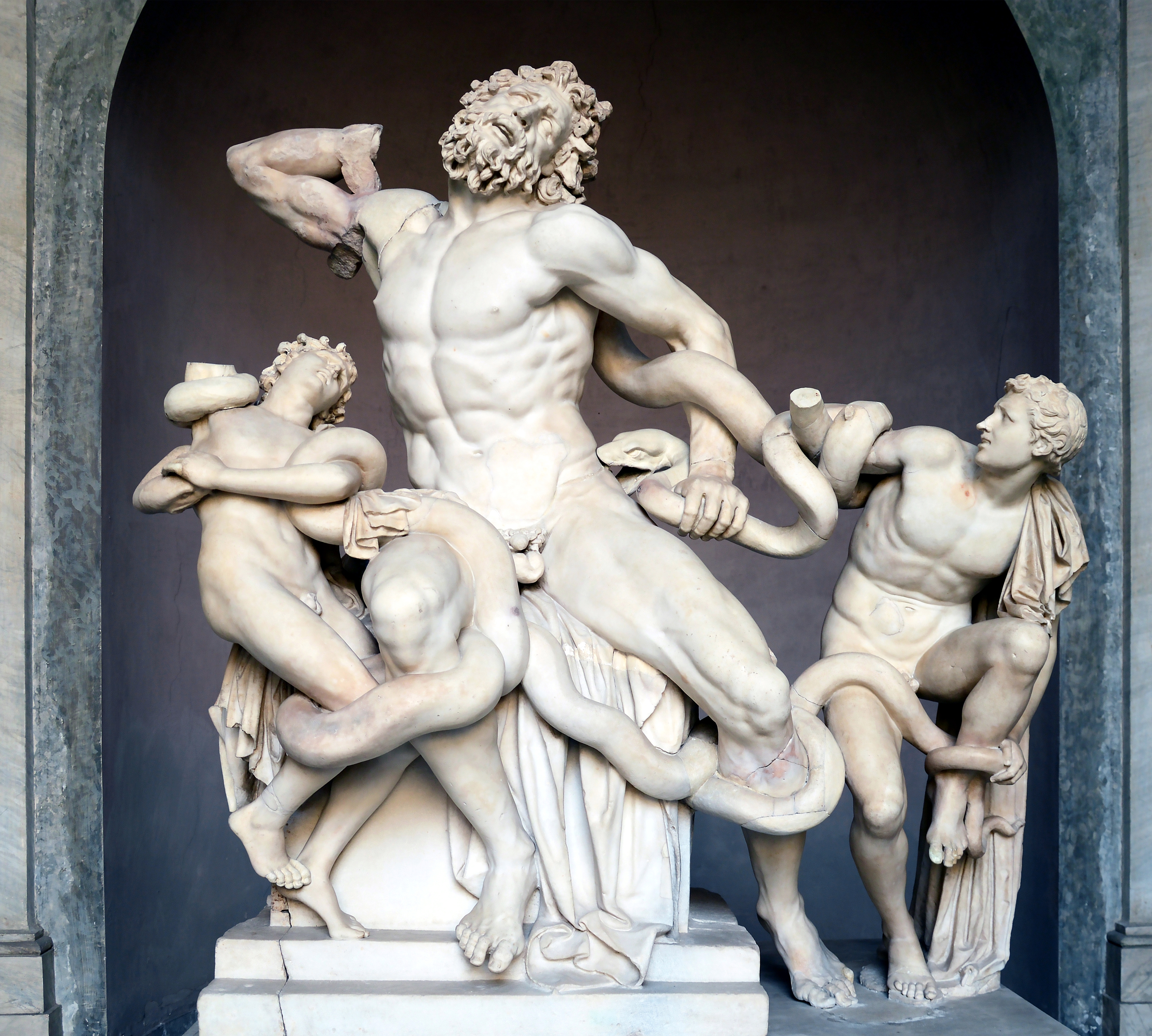
Groupe du Laocoon, œuvre des Rhodiens Agésandre, Athénodore et Polydore, musée Pio-Clementino, Vatican

Les groupes historiques et mythologiques sont un trait nouveau de la sculpture hellénistique et ces groupes constituaient sans doute les plus grands monuments votifs de leur époque. C’est probablement dans le contexte de ces groupes que le baroque hellénistique est élaboré, c'est un style destiné à la caractérisation générale de l’univers sublime et tumultueux des héros épiques. Les compositions sont dynamiques et montrent des actions violentes où les sentiments sont exprimés dans des scènes pathétiques et expressives, les formes sont variées, les effets de tissus bouillonnants et les musculatures extrêmement puissantes et tendues. On donne le plus souvent comme exemple Laocoon le prêtre troyen et ses deux enfants se faisant attaquer par des serpents, scène décrite à la fois dans l'Odyssée et l'Énéide. Cette scène comme prise sur le vif, où la tension dramatique est traduite sur les visages des personnages, où l'expressivité est rendue par des yeux exorbités, désespérés et éperdus montre la réelle détresse des personnages. Laocoon, sans accorder un regard à ses fils mourants, les muscles tendus, le corps tordu, tente de se débarrasser des serpents qui l'enserrent. Dans cette statue, contrairement aux piliers d'appui très voyants dans l'art classique, les sculpteurs hellénistiques veulent au contraire les incruster, les camoufler. Ainsi les serpents servent à soutenir les statues tout en faisant partie de l’œuvre. Cette œuvre représente toute la veine baroque qu'on donne à l'époque hellénistique, ce goût du pathétique, du "pathos".

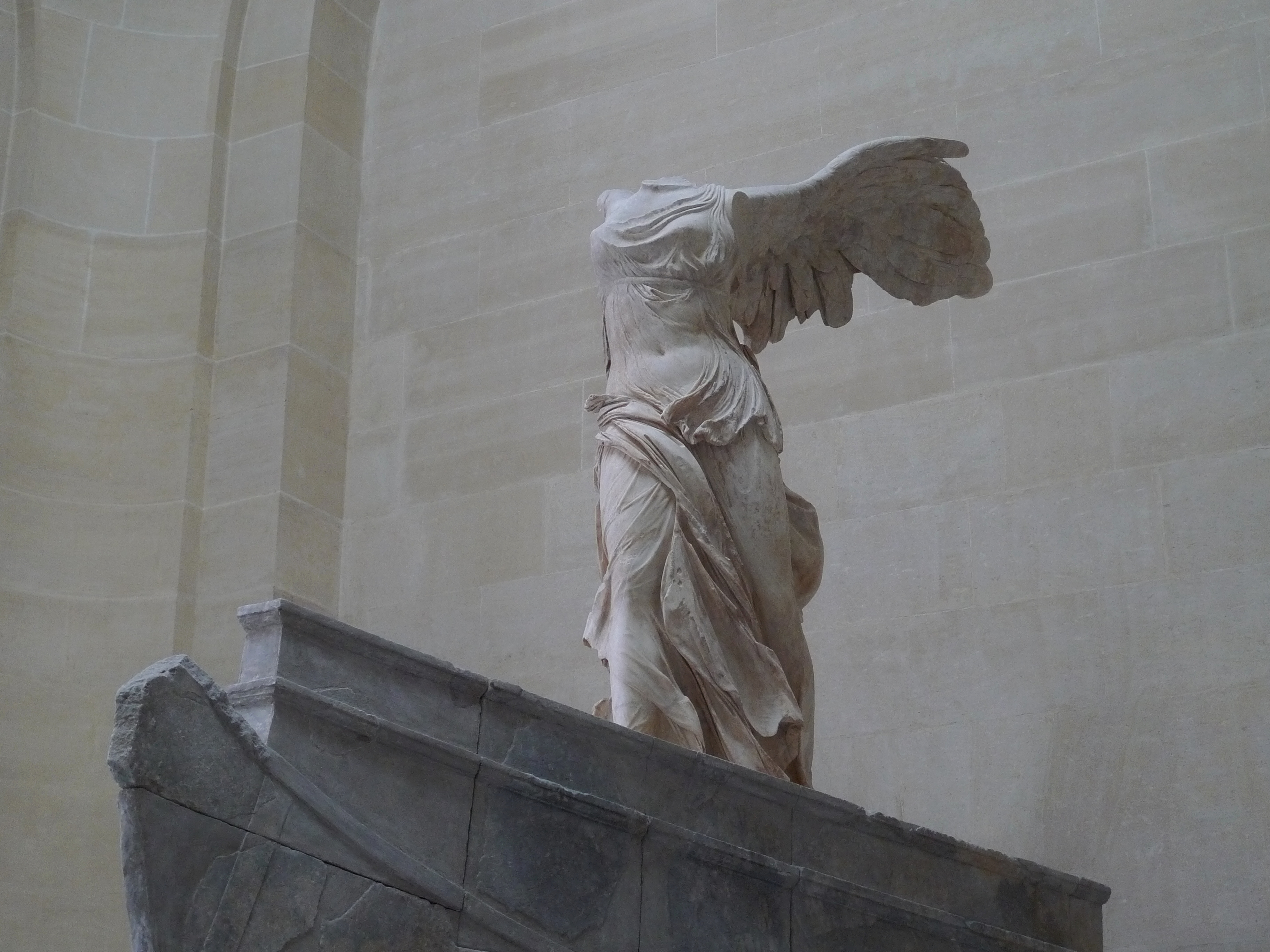
La Victoire de Samothrace, vers 190 av. J.-C., Département des antiquités grecques, musée du Louvre, Paris

La Victoire de Samothrace est elle aussi une figure qui s'inscrit dans le nouveau style baroque hellénistique. Elle représente une femme au corps ailé, Niké, déesse messagère de la victoire. On la voit se posant sur la proue d'un navire victorieux, le vent plaquant le tissu de ses vêtements contre son corps laissant apparaître par transparence la torsion de son corps. Cette statue avec son drapé et son impression de mouvement représente elle aussi le style baroque.

### Les ateliers pergaméniens

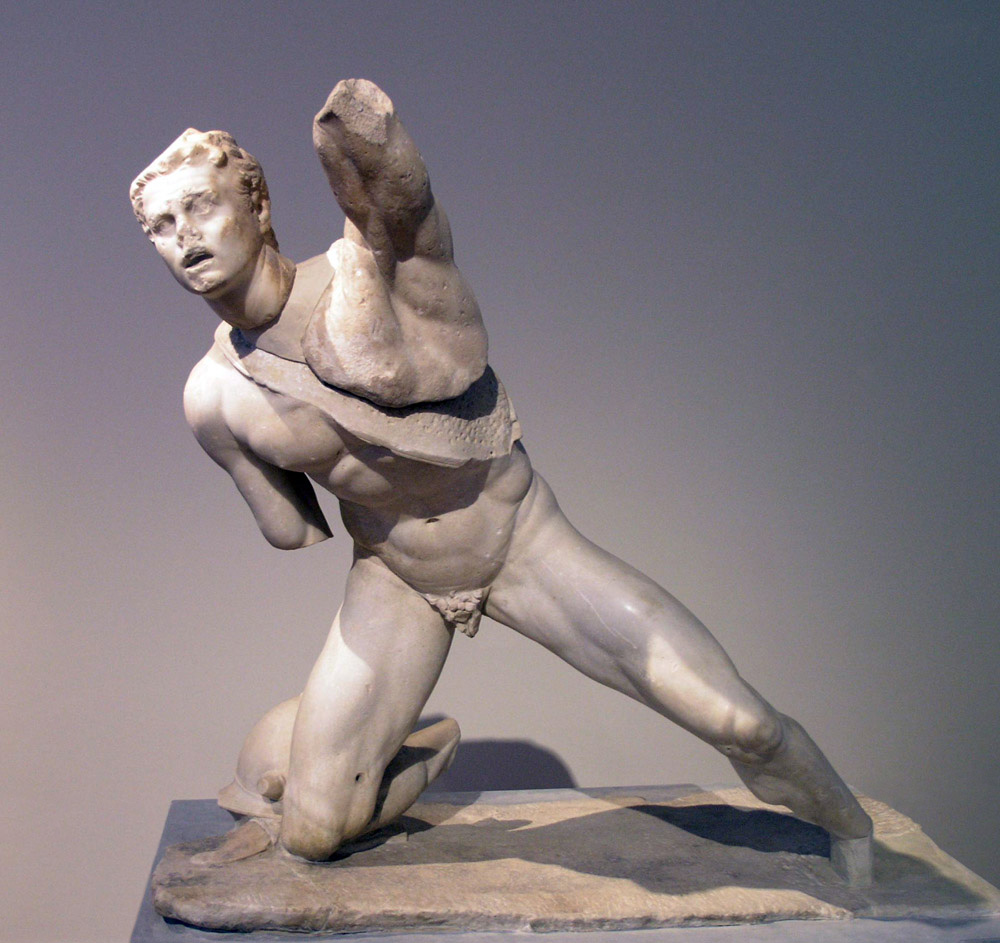
Galate blessé, v. 100 av. J.-C., Musée national archéologique d'Athènes

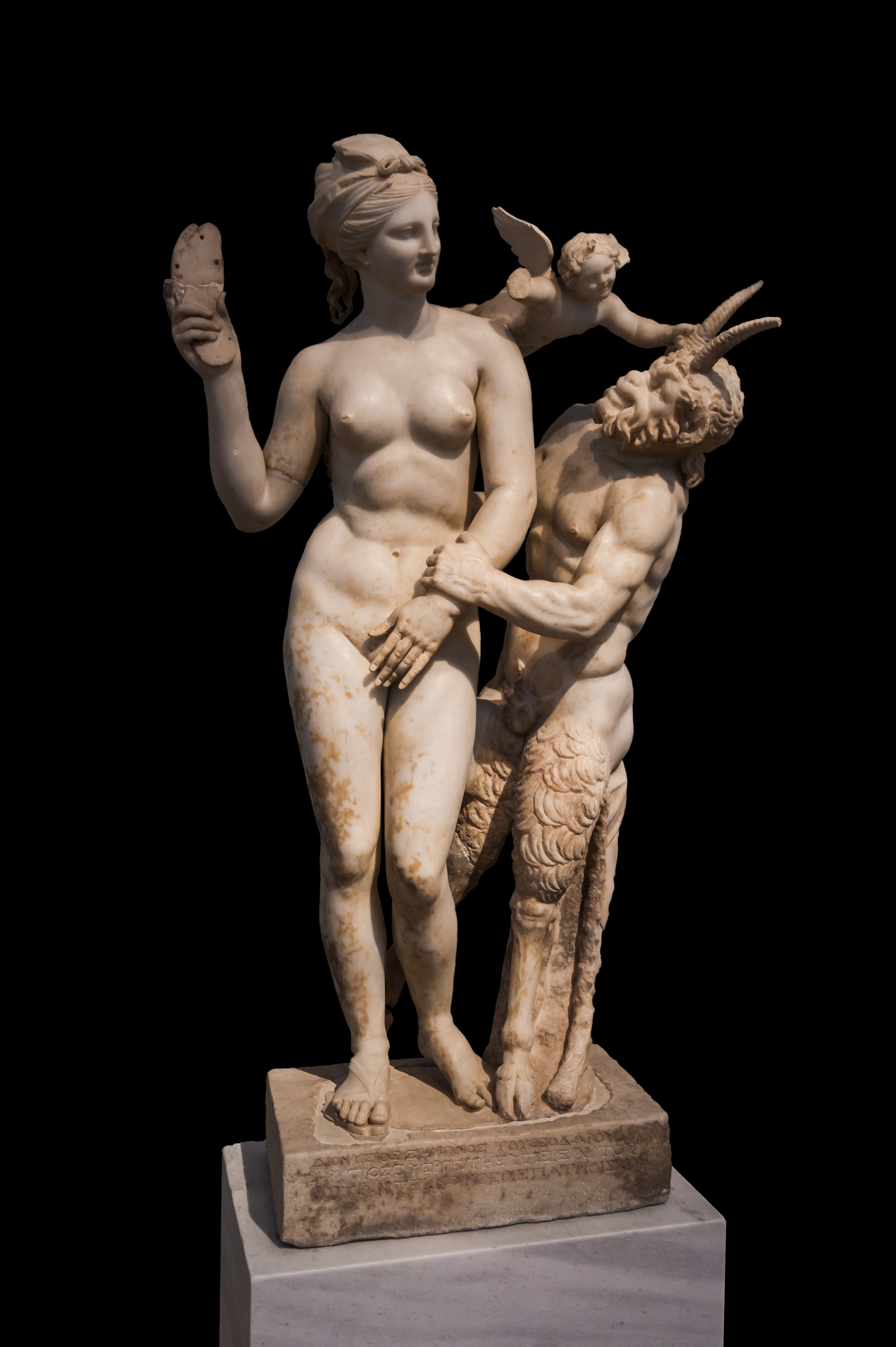
Groupe d'Aphrodite, Pan et Éros, vers 100 av. J.-C., musée national archéologique d'Athènes, Grèce

Pergame ne se distingue pas seulement pour son architecture : elle est également le siège d'une école de sculpture brillante, dite du « baroque pergaménien ». Les sculpteurs, tout en citant les siècles précédents, mettent en scène des moments douloureux qu'ils rendent expressifs par des compositions tridimensionnelles, souvent en « V », et un hyperréalisme anatomique. Attale Ier (269‑197 av. J.-C.), pour commémorer à sa victoire du Caïque (237 av. J.-C.) contre les Celtes de Galatie — appelés « Galates » par les Grecs —, fait sculpter deux séries de groupes votifs : le premier, consacré sur l'acropole de Pergame, comprend les célèbres Galate mourant et Gaulois se suicidant avec sa femme, dont l'original est perdu (la meilleure copie se trouve au palais Massimo alle Terme de Rome) ; le second groupe, offert à Athènes, est constitué de petits bronzes de Grecs, d'Amazones, de dieux et de Géants, de Perses et de Gaulois. L'Artémis Rospigliosi du Louvre est probablement une copie de l'un d'entre eux ; quant aux copies de « Gaulois blessés », elles sont très nombreuses à l'époque romaine. L'expression des sentiments, la force des détails — ici, les chevelures et moustaches broussailleuses — et la violence des mouvements sont les caractéristiques du style pergaménien.
Ces caractéristiques seront poussées à leur paroxysme dans les frises du Grand Autel de Pergame, orné sur l'ordre d'Eumène II (197‑159 av. J.-C.) d'une gigantomachie qui s'étale sur 110 mètres de long, illustrant dans la pierre un poème composé spécialement pour la cour. Les Olympiens y triomphent, chacun de leur côté, de Géants dont la plupart sont transformés en bêtes sauvages : serpents, oiseaux de proie, lions ou taureaux. Leur mère Gaïa, venue à leur aide, ne peut rien faire et doit les regarder se tordre de douleur sous les coups des dieux.

### La veine rococo
À l'opposé du style baroque, le rococo hellénistique  favorise des thèmes galants plus anecdotiques, comme des enfants jouant, ou encore des personnages grotesques, ou des scènes mettant en jeu les cortèges de Dionysos et d'Aphrodite. Le ton est plus léger et décoratif. Le groupe d'Aphrodite, Pan et Éros représente cette veine rococo, thème plus léger, ici aphrodisiaque.

### Les styles rétrospectifs
Un autre phénomène apparaît dans la sculpture hellénistique : la privatisation, qui mène à la reprise de schémas publics anciens dans la sculpture de décor. Ce type de style rétrospectif existe aussi dans la céramique. Les portraits quant à eux se teintent de naturalisme, sous l'influence de l'art romain. On trouve ainsi un courant néoclassique, marqué par des visages doux et idéalisés, un canon élancé, une sensualité de chairs, des effets de drapés et une tridimensionnalité, ou encore un courant néo-archaïque, marqué par le port du chiton et d'un himation transversal ainsi que par des plis torsadés.

## Peinture et mosaïque

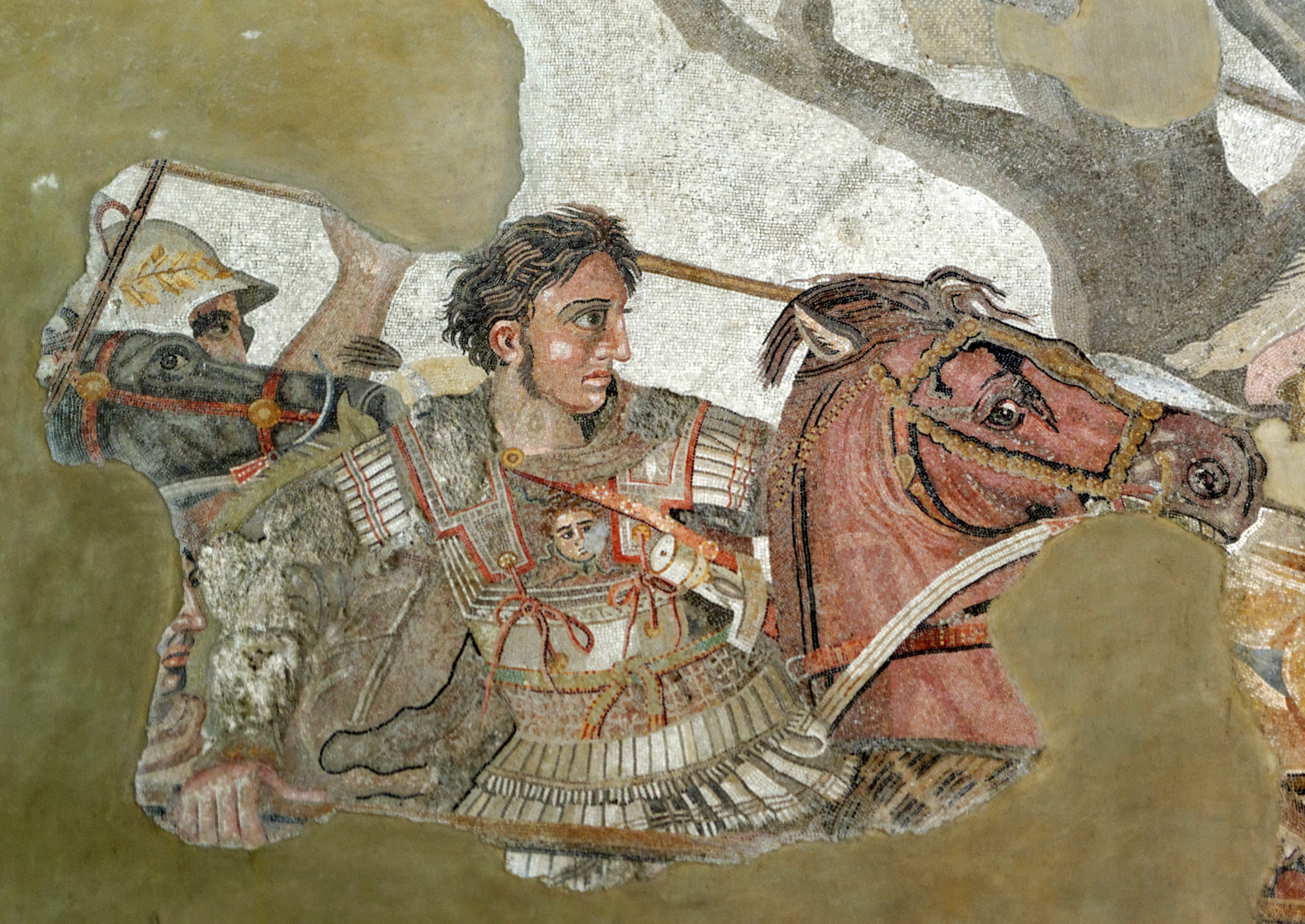
Mosaïque d'Alexandre, maison du Faune à Pompéi, Musée national d'archéologie de Naples

Peu d'exemples de peinture murale grecque ont traversé les siècles. Longtemps, il a fallu se contenter d'étudier les héritages hellénistiques dans les fresques romaines, par exemple celles de Pompéi ou d'Herculanum. Certaines mosaïques permettent cependant d'avoir une bonne idée de la « grande peinture » de l'époque : ce sont des copies de fresques. Ainsi de la célèbre « mosaïque d'Alexandre », montrant l'affrontement du jeune conquérant et du Grand Roi Darius III à la bataille d'Issos, mosaïque qui orne les murs de la Maison du Faune. Elle copie une œuvre décrite par Pline l'Ancien (XXXV, 110) comme ayant été peinte par Philoxénos d'Érétrie pour Cassandre de Macédoine à la fin du IVe siècle. La mosaïque nous permet d'admirer le choix des couleurs, la composition de l'ensemble en mouvement tournant et l'expressivité des visages.
Des découvertes archéologiques effectuées notamment au cimetière de Pagases (actuelle Volos), au bord du golge Pagasétique, ou encore à Verghina (1987), dans l'ancien royaume de Macédoine, ont permis de mettre au jour des œuvres originales. Ainsi, la tombe dite de Philippe II a livré une grande frise représentant une chasse au lion royale, remarquable par sa composition, l'étagement des personnages dans l'espace et sa représentation réaliste de la nature.
L'époque hellénistique est également la période du développement de la mosaïque, notamment avec les réalisations de Sôsos de Pergame, actif au IIe siècle av. J.-C. et seul artiste mosaïste cité par Pline (XXXVI, 184). Son goût pour le trompe-l'œil et les effets de matière se retrouve dans les quelques réalisations qui lui sont attribuées comme le Sol non balayé du musée du Vatican, où sont représentés les reliefs d'un repas (arêtes de poissons, os, coquilles vides, etc.) et le Bassin aux colombes du musée du Capitole, connu par une reproduction découverte dans la villa Adriana. Certains spécialistes, comme Michael Donderer, pensent même qu'il s'agit de l'original. On y voit quatre colombes perchées sur le bord d'un bassin rempli d'eau. L'une d'elles s'y abreuve tandis que les autres semblent se reposer, ce qui crée des effets de reflets et d'ombre dans l'eau, parfaitement étudiés par l'artiste.

## Céramique

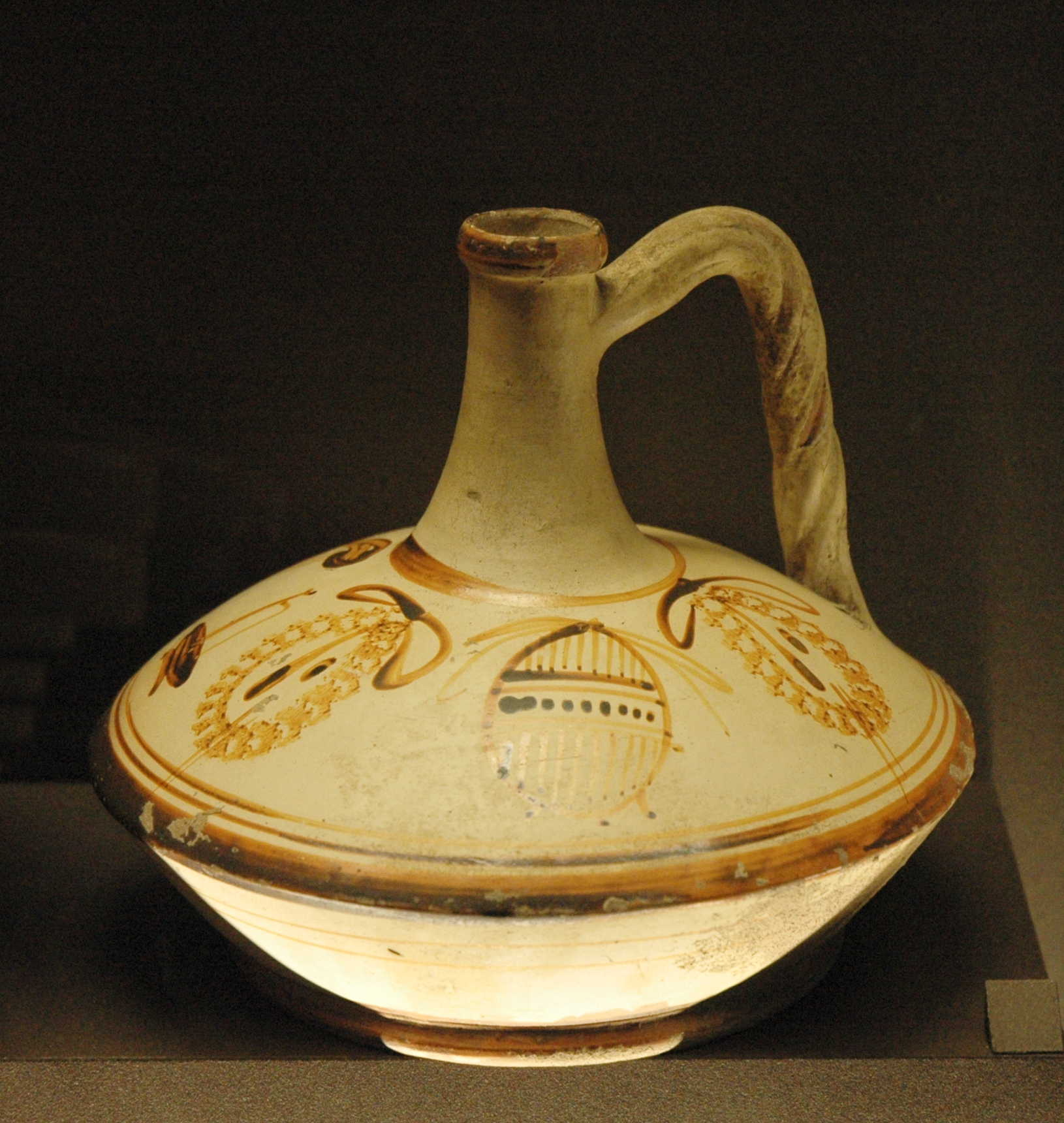
Lagynos décorée d'instruments de musique, 150‑100 av. J.-C., musée du Louvre

L'époque hellénistique est celle du déclin pour la peinture sur vase. Les vases les plus répandus sont noirs et unis, avec un aspect brillant qui se rapproche du vernis, décorés de motifs simples de fleurs ou de festons. C'est également l'époque où apparaissent les vases en relief, sans doute en imitation des vases en métaux précieux : des volutes en relief sont appliquées sur le corps du vase, ou encore celui-ci reçoit des nervures ou des godrons. On trouve également des reliefs plus complexes, à base d'animaux ou de monstres mythologiques. Les formes de vase s'inspirent également de la tradition du métal : ainsi du lagynos, jarre de vin typique de l'époque.
Parallèlement subsiste une tradition de peinture figurée polychrome : les artistes recherchent une plus grande variété de teintes que par le passé. Cependant, ces nouvelles couleurs sont plus délicates et ne supportent pas le feu. On peint donc après cuisson, contrairement à l'usage habituel. La fragilité des pigments interdisant une utilisation fréquente de ces vases, ils sont réservés à un usage funéraire. Les exemplaires les plus représentatifs de ce style proviennent de Centuripe, en Sicile, où un atelier est actif au IIIe siècle. Ces vases se caractérisent par un fond peint en rose. Les personnages, souvent féminins, sont représentés vêtus d'habits colorés : chiton bleu-violet, himation jaune, voile blanc. Le style rappelle celui de Pompéi et se situe beaucoup plus du côté de la grande peinture contemporaine que de l'héritage de la figure rouge.

## Arts mineurs

### Arts du métal

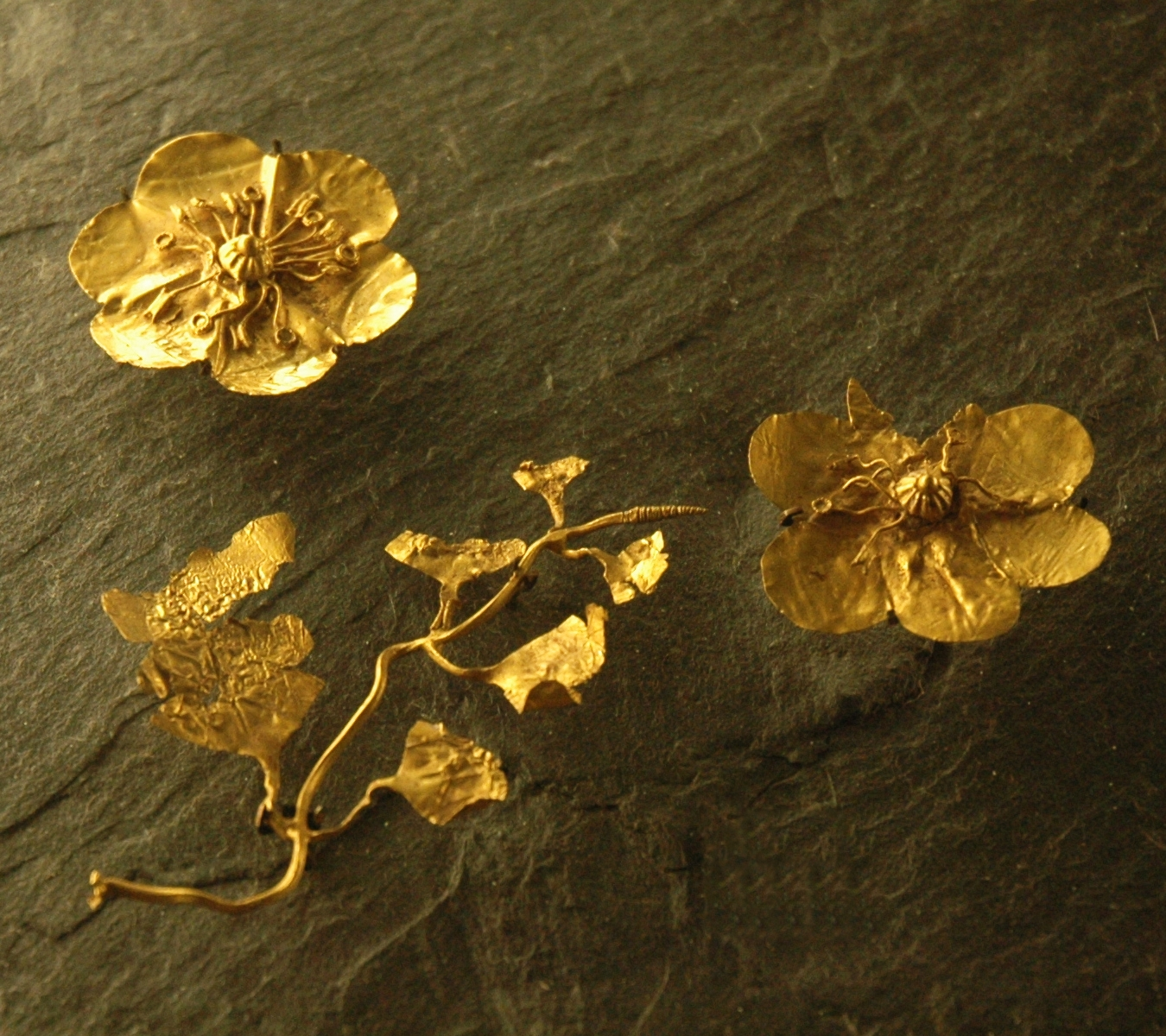
Éléments d'un diadème funéraire, IIIe siècle av. J.-C., musée du Louvre

Des progrès dans le coulage du bronze permettent aux Grecs de réaliser des grandes pièces, telles le fameux Colosse de Rhodes, haut de 32 mètres. Celui-ci se brise dans un tremblement de terre : comme lui, beaucoup de grands bronzes ont été perdus — la plupart fondus pour récupération du matériau. Il ne reste donc plus que les petits objets. Heureusement, à l'époque hellénistique, la matière première abonde à la suite des conquêtes orientales.
Le travail des vases en métal prend une nouvelle ampleur : les artistes rivalisent de virtuosité. À Panagjurište (actuelle Bulgarie), on a ainsi retrouvé des vases en or habilement sculptés : sur une amphore, deux centaures cabrés font figure de poignées. À Derveni, non loin de Salonique, une tombe a livré un grand cratère à volutes en bronze datant de 320 av. J.-C. environ et pesant 40 kilos. Il est décoré d'une frise à figures en relief haute de 32 centimètres, représentant Dionysos entouré d'Ariane et de son thiase. Le col est décoré de motifs ornementaux tandis que quatre satyres en ronde-bosse sont négligemment assis sur l'épaule du vase (cf. cratère de Derveni). L'évolution est similaire dans l'art du bijou. Les joailliers de l'époque excellent à traiter les détails et les filigranes : ainsi, les couronnes funéraires présentent des imitations de feuilles d'arbre ou d'épis de blé très réalistes. C'est à cette époque que les incrustations en pierres précieuses se répandent.
Les figurines sont également à la mode. Elles représentent des divinités autant que des sujets de la vie courante. Ainsi émerge le thème du « négrillon », particulièrement dans l'Égypte lagide : ces statuettes d'adolescents noirs connaîtront le succès jusqu'à l'époque romaine. Parfois, on se borne à reprendre un type de la grande sculpture : on trouve ainsi de nombreuses répliques en miniature de la Tyché (« Bonne fortune ») d'Antioche, dont l'original date du début du IIIe siècle.

### Figurines en terre cuite

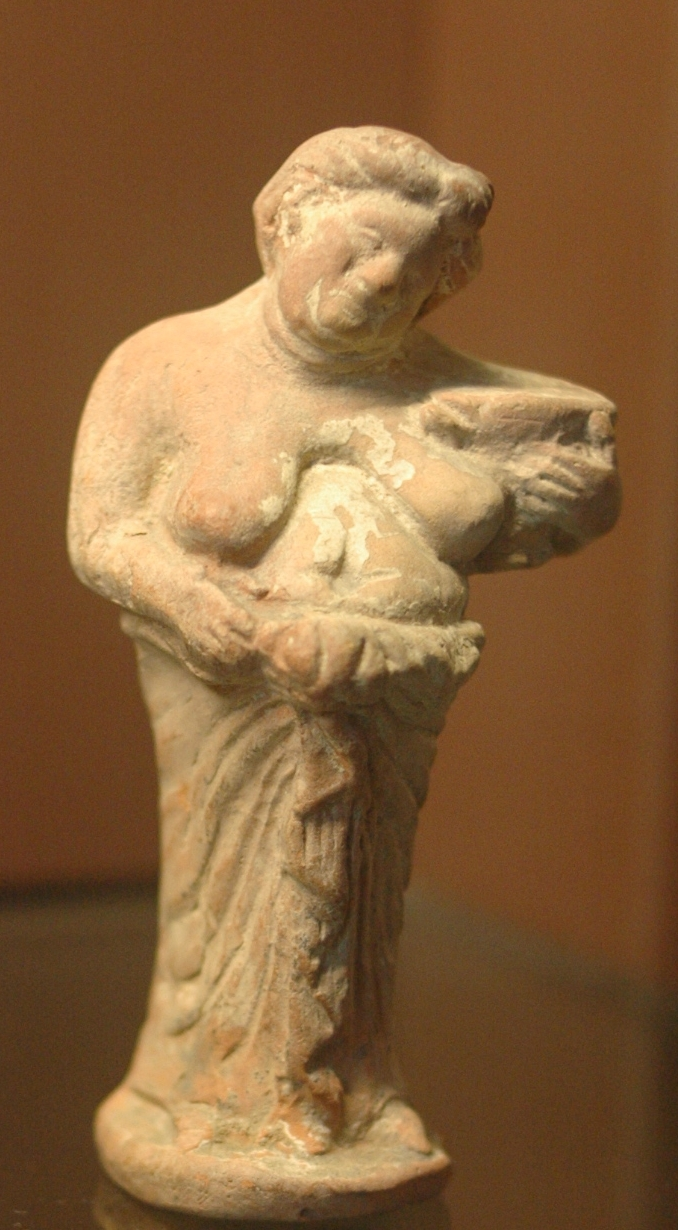
Femme obèse tenant une jarre de vin, Kertch, deuxième moitié du IVe siècle av. J.-C., musée du Louvre

Auparavant à finalité exclusivement religieuse, qu'elle soit funéraire ou votive, les figurines en terre cuite peuvent connaître, à la fin de l'époque hellénistique, un usage décoratif. Le raffinement de la technique du moulage et des traitements de surface particulièrement subtils (peinture ou dorure) permettent d'obtenir de véritables statues miniatures, atteignant un haut degré de détail.
À Tanagra, en Béotie, les figurines, peintes de couleurs vives, représentent le plus souvent des femmes élégantes dans des scènes pleines de charme tirées de la vie quotidienne. À Smyrne, en Asie mineure, deux grands styles cohabitent. C'est d'abord la reproduction des chefs-d'œuvre de la grande sculpture : on trouve ainsi des Hercule Farnèse en terre cuite dorée. Dans un genre totalement différents, ce sont aussi les « grotesques », qui contrastent violemment avec les canons de la « beauté grecque » : le coroplaste représente ici des corps difformes dans des poses torturées — bossus, épileptiques, hydrocéphales, femmes obèses, etc. On a pu ainsi se demander s'il ne s'agissait pas de modèles médicaux, la ville de Smyrne étant réputée pour son école de médecine. Il pourrait plus simplement s'agir de caricatures destinées à faire rire. Les grotesques sont également répandus à Tarse et à Alexandrie.

### Art du verre et glyptique
C'est à l'époque hellénistique que les Grecs, qui ne connaissaient jusqu'alors que le verre moulé, découvrent le soufflage, permettant ainsi de nouvelles formes. L'art du verre se développe surtout en Italie. Le verre moulé subsiste, notamment pour la création de bijoux en intaille.
La gravure sur gemme ne progresse guère, se cantonnant à des œuvres de grande production, sans originalité. En revanche, le camée fait son apparition : il s'agit de tailler en relief dans une pierre composée de plusieurs couches colorées, afin de faire ressortir le relief par des effets de couleur. Il est ensuite monté en pendentif ou en bague. L'époque hellénistique produit quelques chefs-d'œuvre comme le camée Gonzague, conservée au musée de l'Ermitage.